# Harding-Birch Lakes
Harding-Birch Lakes – jednostka osadnicza w Stanach Zjednoczonych, w stanie Alaska, w okręgu Fairbanks North Star.